# Bakonyjákó
Bakonyjákó (németül: Jakobsdorf im Buchenwald vagy Jaka) község Veszprém vármegyében, a Pápai járásban.

## Fekvése
Az Öreg-Bakony nyugati szélén helyezkedik el, a legközelebbi várostól, Pápától 15 kilométerre délkeletre.
A közvetlenül határos települések: észak felől Nagytevel és Homokbödöge, északkelet felől Ugod, kelet felől Bakonybél, délkelet felől Szentgál, Csehbánya és Németbánya, dél felől Farkasgyepű, délnyugat felől Magyarpolány, nyugat felől Ganna, északnyugat felől pedig Döbrönte.
Keleti szomszédai közé tartozott Iharkút is, de ezt a települést az 1980-as években, a környéken folytatott bauxitbányászat miatt lényegében teljesen megszüntették; a kis község egykori területe ma Bakonyjákó területének keleti felét alkotja.

### Megközelítése
Közigazgatási területén végighalad, nagyjából dél-északi irányban a 8-as főút térségét Pápán át Győrrel összekötő 83-as főút, így ez a legfontosabb közúti megközelítési útvonala. A főút a belterületének nyugati széle mellett halad végig, központján csak a 83 122-es számú mellékút halad végig. Németbányával a 83 115-ös számú mellékút kapcsolja össze, Iharkút felé pedig egy, az utóbbiból kiágazó, számozatlan önkormányzati út vezet.
Vasútvonal az egész környéket nem érinti, a legközelebbi vasúti csatlakozási lehetőséget a Székesfehérvár–Szombathely-vasútvonal Városlőd-Kislőd vasútállomása kínálja, nagyjából 12 kilométerre délre.

## Története
Első írásos említése 1351-ből maradt fenn (Jakotelke). A 15. század végéig Döbrönte várához tartozott, és a Himfi család birtoka volt. A 16. század elején az Esegvári család birtokolta. A török hódoltság idején elnéptelenedett, és csak a 18. század közepén kezdett újra benépesülni. Ekkor a Vajda család telepített római katolikus németeket a faluba.
Az 1910-es népszámláláskor 1833 lakosa volt, ebből 316 magyar, 1515 német. Vallásuk szerint 1780 római katolikus, 13 evangélikus és 32 izraelita.
A 20. században lakosainak száma jelentősen csökkent, a század elején az amerikai kivándorlás, a második világháború után pedig a kitelepítés következtében (243 német családot telepítettek ki a faluból).
A település neve 1909-ig Jákó volt.

## Közélete

### Polgármesterei
- 1990–1994: Szabadi János (független)[6]
- 1994–1998: Szabadi János (független)[7]
- 1998–2002: Szabadi János (független)[8]
- 2002–2006: Takács Szabolcs (független)[9]
- 2006–2010: Takács Szabolcs (Fidesz-KDNP)[10]
- 2010–2014: Takácsné Tompos Rita Mónika (független)[11]
- 2014–2019: Takácsné Tompos Rita Mónika (független)[12]
- 2019–2024: Szilvási Zoltán (független)[13]
- 2024– : Szilvási Zoltán (független)[1]

## Népesség
A település népességének változása:
| Lakosok száma | 634  | 622  | 630  | 707  | 685  | 662  | 665  |
|               | 2013 | 2014 | 2015 | 2021 | 2022 | 2023 | 2024 |

A 2011-es népszámlálás idején a lakosok 79,7%-a magyarnak, 21,7% németnek, 2% cigánynak, 0,2% szlováknak mondta magát (20,3% nem nyilatkozott). A vallási megoszlás a következő volt: római katolikus 60,1%, református 10,5%, evangélikus 0,8%, felekezeten kívüli 0,8% (27,6% nem nyilatkozott).
2022-ben a lakosság 89,2%-a vallotta magát magyarnak, 6% németnek, 0,7% cigánynak, 0,3% románnak, 0,1-0,1% szerbnek, görögnek, ukránnak és szlováknak, 1,3% egyéb, nem hazai nemzetiségűnek (10,8% nem nyilatkozott; a kettős identitások miatt a végösszeg nagyobb lehet 100%-nál). Vallásuk szerint 42,9% volt római katolikus, 8,8% református, 2% evangélikus, 0,4% görög katolikus, 0,3% izraelita, 0,7% egyéb keresztény, 1% egyéb katolikus, 8,2% felekezeten kívüli (35,2% nem válaszolt).

## Nevezetességei
- Római katolikus templom: a 18. század elején épült, barokk stílusú.